# Tarache areloides
Tarache areloides es una especie  de polilla de la familia Noctuidae. Se encuentra en Arizona y Nuevo México.
La longitud de las alas anteriores es 12 - 14 mm para machos y hembras. Los adultos están en el aire de julio a septiembre, dependiendo de la ubicación.